# Jun Muramatsu
Jun Muramatsu (jap. 村松 潤 Muramatsu Jun; ur. 10 kwietnia 1982) – japoński piłkarz występujący na pozycji pomocnika.

## Kariera klubowa
Od 2001 do 2010 roku występował w klubach Shimizu S-Pulse, Vegalta Sendai, Mito HollyHock i Giravanz Kitakyushu.